# Alain Gomis
Alain Gomis (ur. 6 marca 1972 w Paryżu) – francusko-senegalski reżyser, scenarzysta i producent filmowy. W swojej twórczości zajmuje się tematem przenikania się kultur i tożsamości, które jest głęboko związane z jego własnym doświadczeniem życiowym.

## Życiorys
Urodzony w Paryżu syn Senegalczyka i Francuzki. Studiował historię sztuki i uzyskał tytuł magistra sztuki filmowej na paryskiej Sorbonie.
Jego debiut fabularny Afrancja (2001) przyniósł mu trzy nagrody, w tym Srebrnego Lamparta, na MFF w Locarno. Film opowiadał o dylematach studiującego we Francji Senegalczyka, który waha się nad powrotem do ojczystego kraju. Kolejna fabuła Gomisa, Andaluzja (2007), poświęcona była tematyce integracji wielokulturowej we Francji. Premiera filmu odbyła się w ramach sekcji "Le Giornate degli Autori" na 64. MFF w Wenecji. Dzisiaj (2012) startował w konkursie głównym na 62. MFF w Berlinie i był oficjalnym senegalskim kandydatem do Oscara dla najlepszego filmu nieanglojęzycznego.
Jego czwarty film fabularny, Félicité (2017), zdobył Srebrnego Niedźwiedzia – Grand Prix Jury, czyli drugą nagrodę konkursu głównego na 67. MFF w Berlinie i był ponownie senegalskim kandydatem do Oscara. Była to opowieść o tytułowej śpiewaczce z klubu nocnego w Kinszasie wędrującej ulicami miasta w poszukiwaniu pieniędzy na operację swojego czternastoletniego syna, który miał wypadek w czasie jazdy motocyklem.
Gomis zasiadał w jury oceniającym debiuty reżyserskie na 69. MFF w Berlinie (2019).